# Règle de saint Pacôme

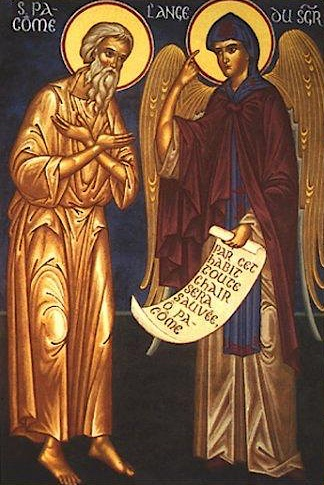
Saint Pacôme recevant d'un ange sa règle monastique (icône byzantine moderne)

La règle de saint Pacôme est un document monastique chrétien du IVe siècle donnant quelques instructions pour une vie religieuse vécue en commun (cénobitisme).  D’un texte primitif rédigé en langue copte, dont saint Pacôme est l’auteur, et qui est perdu, des fragments furent traduits en grec et publiés dans l’Histoire lausiaque’ de l’évêque Palladios au IVe siècle.  Il est considéré comme la première règle  de vie cénobitique chrétienne.

## Histoire
Saint Pacôme, moine ermite copte originaire de Haute-Égypte, est disciple de saint Antoine après avoir suivi  Palémon durant plusieurs années.  Finalement installé lui-même comme ermite aux environs de Tabennèse, dans le désert d’Égypte, il attire involontairement de nombreux disciples. L‘exemple de sa vie personnelle, sa direction spirituelle et son enseignement attirent de nombreux candidats à la ‘Sequela Christi’ dans le désert.
Ils deviennent si nombreux que le maître estime nécessaire d’organiser le groupe en lui donnant des règles de vie en commun. Le but est pratique et pragmatique mais l’inspiration est nettement évangélique surtout dans ses dimensions de pauvreté (partage de biens) et d’obéissance (soumission à un prieur).   
D’origine sans doute éthiopienne saint Pacôme, qui ne connaissait pas le grec, écrit sa règle en langue copte. Le texte original est perdu mais des fragments dispersés furent recueillis, traduits en grec et incorporés dans l’Histoire lausiaque’, une histoire du monachisme égyptien publiée vers 420 par l’évêque grec Palladios, qui avait lui-même visité les monastères égyptiens de Thébaïde. C’en est le chapitre 38ème. 
C’est là le texte (le ‘règlement’) que, d’après la légende, un ange même aurait remis à saint Pacôme en l’encourageant à ‘rassembler les jeunes moines et habiter avec eux’. Il fut rapidement traduit en syriaque et un peu plus tard en latin (Ve siècle) par saint Jérôme. Cette dernière version se répandit en Occident. Elle fut l'inspiration de saint Honorat lorsqu'il écrivit sa 'règle de vie' pour ses disciples de l'île de Lérins (fondation de l'abbaye Saint-Honorat). Son influence fut indirecte sur d'autres règles monastiques occidentales, telle celle de saint Benoît. 

## Contenu
Si aujourd’hui (XXIe siècle) les règles et constitutions d’Ordres religieux ont souvent une valeur d’inspiration plus que de règlement il n’en était pas de même au temps de saint Pacôme. La règle de saint Pacôme est avant tout pragmatique. Les prescriptions sont brèves et péremptoires.
- Un temps de probation et d’observation (trois ans) est prescrit avant d’être admis dans le couvent (noviciat). Formation spirituelle
- Trois personnes habiteront dans une cellule
- Les possessions seront mises en commun
- L’habit est uniforme et est celui des gens simples de la région (tunique de lin et ceinture de cuir)
- Le travail est obligatoire (mais en proportion des forces). Le manger et boire s’y adaptera.
- Les prières sont prescrites, le jour, la nuit, à la neuvième heure et avant les repas
- Obéissance et respect au ‘préposé’
- Ordonnance pour l’office divin : lever rapide dès qu’on appelle à la prière, méditation entre la cellule et l’église, etc
- Sanctions et punitions en cas de négligence dans la récitation des prières
- Conduite à table : repas en commun mais pas de conversation
- Attention particulière aux malades
- Les devoirs de l’hospitalité sont sacrés
- Séparation de couvent des moniales (clôture)[1]